# Ruben van Bommel
Ruben van Bommel (Meerssen, 3 augustus 2004) is een Nederlands voetballer die als aanvaller onder contract staat bij PSV, dat hem in de zomer van 2025 overnam van AZ.

## Carrière

### MVV Maastricht
Van Bommel speelde in de jeugd van SV Meerssen, PSV en MVV Maastricht. Op 8 augustus 2022 maakte hij zijn officiële debuut in het eerste elftal van laatstgenoemde club: op de eerste competitiespeeldag van het seizoen 2022/23 liet trainer Maurice Verberne hem tegen Jong AZ in de 55e minuut invallen voor Koen Kostons. Zijn oudere broer Thomas van Bommel stond toen ook op het veld voor MVV. Een week later maakte Van Bommel zijn eerste doelpunt in het betaald voetbal, thuis in De Geusselt tegen NAC Breda. Hij viel verschillende wedstrijden in en veroverde in november 2022 een basisplaats bij MVV. Van Bommel droeg met 15 doelpunten en 5 assists in 31 wedstrijden bij aan het bereiken van de play-offs voor promotie/degradatie met MVV.

### AZ
In juni 2023 maakte Van Bommel de overstap van MVV Maastricht naar AZ en tekende een contract voor vier seizoenen bij de Alkmaarders. Hij trad zo in de voetsporen van zijn opa Bert van Marwijk, die ook voor AZ speelde. Van Bommel maakte 13 augustus 2023 zijn eerste doelpunt in de eredivisie. Hij maakte in de eenenvijftigste minuut de 3-0 en zorgde in de vierde minuut voor een assist in een 5-1 gewonnen wedstrijd thuis tegen Go Ahead Eagles. Op 17 augustus maakte Van Bommel zijn eerste Europese doelpunt in de 2-0 gewonnen UEFA Europa Conference League wedstrijd thuis tegen FC Santa Coloma. Van Bommel maakte op 25 februari 2024 twee doelpunten in een met 2-0 gewonnen thuisduel tegen Ajax, waarmee hij matchwinnaar werd. Van Bommel is de eerste tiener met twee doelpunten in een duel tegen Ajax sinds Stipe Perica in het seizoen 2014/15. In juni 2024 werd Van Bommel genomineerd voor de Golden Boy Award.

### PSV
Op 11 juli 2025 tekende Van Bommel een vijfjarig contract bij PSV. Bij zijn debuut won PSV door met 2-1 te winnen van Go Ahead Eagles de Johan Cruijff Schaal.

## Clubstatistieken
| Seizoen                        | Club           | Land           | Competitie     | Competitie | Competitie | Beker | Beker | Internationaal | Internationaal | Overig | Overig | Totaal | Totaal |
| Seizoen                        | Club           | Land           | Competitie     | Wed.       | Dlp.       | Wed.  | Dlp.  | Wed.           | Dlp.           | Wed.   | Dlp.   | Wed.   | Dlp.   |
| ------------------------------ | -------------- | -------------- | -------------- | ---------- | ---------- | ----- | ----- | -------------- | -------------- | ------ | ------ | ------ | ------ |
| 2022/23                        | MVV Maastricht | Nederland      | Eerste divisie | 31         | 15         | 1     | 0     | —              | —              | 0      | 0      | 32     | 15     |
| Clubtotaal                     | Clubtotaal     | Clubtotaal     | Clubtotaal     | 31         | 15         | 1     | 0     | 0              | 0              | 0      | 0      | 32     | 15     |
| 2023/24                        | Jong AZ        | Nederland      | Eerste divisie | 1          | 1          | 0     | 0     | —              | —              | 0      | 0      | 1      | 1      |
| 2024/25                        | Jong AZ        | Nederland      | Eerste divisie | 1          | 2          | 0     | 0     | —              | —              | 0      | 0      | 1      | 2      |
| 2023/24                        | AZ             | Nederland      | Eredivisie     | 29         | 6          | 3     | 1     | 8              | 2              | 0      | 0      | 40     | 9      |
| 2024/25                        | AZ             | Nederland      | Eredivisie     | 24         | 3          | 2     | 1     | 5              | 3              | 2      | 1      | 33     | 8      |
| Clubtotaal                     | Clubtotaal     | Clubtotaal     | Clubtotaal     | 55         | 12         | 5     | 2     | 13             | 5              | 2      | 1      | 75     | 20     |
| 2025/26                        | PSV            | Nederland      | Eredivisie     | 2          | 1          | 0     | 0     | 0              | 0              | 1      | 0      | 3      | 1      |
| Clubtotaal                     | Clubtotaal     | Clubtotaal     | Clubtotaal     | 2          | 1          | 0     | 0     | 0              | 0              | 1      | 0      | 3      | 1      |
| Carrièretotaal                 | Carrièretotaal | Carrièretotaal | Carrièretotaal | 88         | 28         | 6     | 2     | 13             | 5              | 3      | 1      | 110    | 36     |
| Bijgewerkt op 17 augustus 2025 |                |                |                |            |            |       |       |                |                |        |        |        |        |

## Interlandcarrière
Van Bommel werd op 3 maart 2023 door bondscoach Martijn Reuser voor het eerst geselecteerd voor Nederland –20 namens MVV. hij debuteerde op 25 maart tegen Frankrijk onder 20. Op 1 september 2023 werd Van Bommel geselecteerd door bondscoach Michael Reiziger voor Nederland –21 en op 8 september speelde hij in Waalwijk in een met 3-0 gewonnen wedstrijd tegen Jong Moldavië. Van Bommel maakte zijn eerste treffer in een met 2-4 gewonnen uitwedstrijd tegen Jong Zweden; hij maakte de 1-2.        

## Erelijst
Als speler
 MVV Maastricht
- Beste Talent van de Eerste divisie in het seizoen 2022/23

 PSV
- Johan Cruijff Schaal: 2025

## Privé
Van Bommel is een zoon van Mark van Bommel en een kleinzoon van Bert van Marwijk. Zijn broer Thomas van Bommel voetbalt voor Patro Eisden.